# لیگ ۱ ۲۱–۲۰۲۰
لیگ ۱ ۲۱–۲۰۲۰ که به دلیل حامی مالی آن به عنوان لیگ ۱ اوبر ایتس نیز شناخته می‌شود، هشتاد و سومین فصل از زمان تأسیس این لیگ بود.
این فصل از دسته برتر فوتبال فرانسه از ۲۱ اوت آغاز و هفته پایانی آن برای ۲۳ مه ۲۰۲۱ انجام شده است. جدول زمانی این فصل در ۹ ژوئیه ۲۰۲۰ اعلام شد.

## تیم‌ها

### تغییرات تیم‌ها
لوریان و لانس، به ترتیب با قهرمانی و نایب قهرمانی در لیگ ۲ فرانسه در فصل ۲۰–۲۰۱۹ به دسته اول صعود کردند. سقوط آمیان و تولوز به لیگ ۲ برای فصل ۲۱–۲۰۲۰ در ۲۳ ژوئن ۲۰۲۰، پس از رای‌گیری توسط LFP، تأیید شد.
| رتبه. | سقوط از لیگ ۱ ۲۰–۲۰۱۹ |
| ----- | --------------------- |
| ۱۹.   | آمیان                 |
| ۲۰.   | تولوز                 |

| رتبه. | صعود از لیگ ۲ ۲۰–۲۰۱۹ |
| ----- | --------------------- |
| ۱.    | لوریان                |
| ۲.    | لانس                  |

### تعداد تیم‌ها براساس منطقه
| تعداد | استان یا شهرستان     | تیم(ها)               |
| ----- | -------------------- | --------------------- |
| ۳     | گرانت است            | متس، رنس و استراسبورگ |
| ۳     | اکسیتنی              | مون‌پلیه و نیم         |
| ۲     | اوورنی-رون-آلپ       | لیون و سن-اتین        |
| ۲     | برتاین               | برستوا، رن و لوریان   |
| ۲     | او-دو-فرانس          | لانس و لیل            |
| ۲     | پیی دو للوآر         | آنژه و نانت           |
| ۲     | پروانس-آلپ-کوت دازور | مارسی و نیس           |
| ۱     | بورگونی-فرانش-کنته   | دیژون                 |
| ۱     | موناکو               | موناکو                |
| ۱     | ایل-دو-فرانس         | پاری سن-ژرمن          |
| ۱     | نوول-آکیتن           | بوردو                 |

### ورزشگاه و بودجه تیم‌ها
| باشگاه                        | منطقه      | ورزشگاه                    | ظرفیت  | عملکرد در فصل ۲۰–۲۰۱۹ | حضور در لیگ ۱ | بودجه €          |
| ----------------------------- | ---------- | -------------------------- | ------ | --------------------- | ------------- | ---------------- |
| باشگاه فوتبال آنژه            | آنژه       | ورزشگاه ریموند کوپا        | ۱۷٬۰۴۸ | ۱۱                    | ۲۸            | ۴۵ میلیون یورو   |
| باشگاه فوتبال بوردو           | بوردو      | ورزشگاه نیو بوردو          | ۴۲٬۱۱۵ | ۱۲                    | ۶۷            | ۶۵ میلیون یورو   |
| باشگاه فوتبال استاد برستوا ۲۹ | برست       | ورزشگاه فرانسیس لا بلی     | ۱۴٬۹۲۰ | ۱۴                    | ۱۴            | ۳۵ میلیون یورو   |
| باشگاه فوتبال دیژون           | دیژون      | ورزشگاه گستون ژرار         | ۱۵٬۴۵۹ | ۱۶                    | ۵             | ۵۰ میلیون یورو   |
| باشگاه فوتبال لانس            | لانس       | ورزشگاه بولارت دللیس       | ۳۸٬۲۲۳ | لیگ ۲، دوم            | ۵۸            | ۴۶ میلیون یورو   |
| باشگاه فوتبال لیل             | وینو دسک   | ورزشگاه پیر مائوروی        | ۴۹٬۷۱۲ | ۴                     | ۶۰            | ۱۴۷ میلیون یورو  |
| باشگاه فوتبال لوریان          | لوریان     | ورزشگاه موستوار            | ۱۸٬۸۹۰ | لیگ ۲، قهرمان         | ۱۳            | ۴۵ میلیون یورو   |
| باشگاه فوتبال المپیک لیون     | لیون       | ورزشگاه پارک المپیک لیون   | ۵۹٬۱۸۶ | ۷                     | ۶۱            | ۲۸۵ میلیون یورو  |
| باشگاه فوتبال المپیک مارسی    | مارسی      | ورزشگاه ولودروم            | ۶۷٬۳۹۴ | ۲                     | ۷۰            | ۱۴۰ میلیون یورو  |
| باشگاه فوتبال متس             | متس        | ورزشگاه استاد سن سیمفورین  | ۲۵٬۳۶۳ | ۱۵                    | ۶۱            | ۶۰ میلیون یورو   |
| باشگاه فوتبال موناکو          | موناکو     | ورزشگاه لویی دوم           | ۱۸٬۵۲۳ | ۹                     | ۶۱            | ۲۱۵ میلیون یورو  |
| باشگاه ورزشی مون‌پلیه          | مون‌پلیه    | ورزشگاه استاد دو لا موسون  | ۳۲٬۹۰۰ | ۸                     | ۲۸            | ۵۴٬۵ میلیون یورو |
| باشگاه فوتبال نانت            | نانت       | ورزشگاه استاد دو لا بوژوار | ۳۵٬۳۲۲ | ۱۳                    | ۵۲            | ۷۵ میلیون یورو   |
| باشگاه فوتبال نیس             | نیس        | ورزشگاه آلیانز ریویرا      | ۳۵٬۵۹۶ | ۰۵                    | ۶۱            | ۷۵ میلیون یورو   |
| باشگاه فوتبال نیم المپیک      | نیم        | ورزشگاه کوستیر             | ۱۸٬۴۸۲ | ۱۸                    | ۳۶            | ۴۰ میلیون یورو   |
| باشگاه فوتبال پاری سن-ژرمن    | پاریس      | ورزشگاه پارک دِ پرنس        | ۴۸٬۵۸۳ | قهرمان                | ۴۷            | ۶۴۰ میلیون یورو  |
| باشگاه فوتبال استاد رنس       | رنس        | ورزشگاه آگوست دلون         | ۲۰٬۵۴۶ | ۰۶                    | ۳۶            | ۱۰۵ میلیون یورو  |
| باشگاه فوتبال رن              | رن         | ورزشگاه روازون پارک        | ۲۹٬۷۷۸ | ۰۳                    | ۶۳            | ۱۰۵ میلیون یورو  |
| باشگاه فوتبال سن-اتین         | سن-اتین    | ورزشگاه ژوفروا-گیشار       | ۴۱٬۹۶۵ | ۱۷                    | ۶۷            | ۹۵ میلیون یورو   |
| باشگاه فوتبال استراسبورگ      | استراسبورگ | ورزشگاه ده لا مینو         | ۲۹٬۲۳۰ | ۱۰                    | ۵۹            | ۵۰ میلیون یورو   |

### اعضای تیم و لباس‌ها
| تیم          | سرمربی            | کاپیتان            | تولیدکننده لباس | حامی مالی اصلی                                                        |
| ------------ | ----------------- | ------------------ | --------------- | --------------------------------------------------------------------- |
| آنژه         | استفان مولان      | اسماعیل ترائوره    | کاپا            | Scania (بازی در خانه)، Le Gaulois (بازی خارج از خانه & ۳)             |
| بوردو        | ژین-لوئیس گاسه    | لورن کوشیلنی       | آدیداس          | Bistro Régent                                                         |
| برستوا       | الیویه دالوگلیو   | ژان-کوین دوورن     | آدیداس          | Quéguiner (بازی در خانه)، Yaourts Malo (بازی خارج از خانه)            |
| دیژون        | داوید لینارس      | برونو ایکوله مانگا | لوتو            | Groupe Roger Martin (بازی در خانه)                                    |
| لانس         | فرانک هیزه        | یانیک کوزاک        | ماکرون          | Auchan                                                                |
| لیل          | کریستوف گالتیر    | ژوزه فونت          | نیو بالانس      | Boulanger                                                             |
| لوریان       | کریستوف پلیسیه    | فابیان لمواین      | کاپا            | Jean Floc'h                                                           |
| لیون         | رودی گارسیا       | ممفیس دپای         | آدیداس          | (بازی‌های اروپایی) Emirates، Veolia                                    |
| مارسی        | آندره ویلاس-بوآس  | استیو مانداندا     | پوما            | (آستین) اوبر ایتس، Iqoniq                                             |
| موناکو       | نیکو کواچ         | وسام بن یدر        | کاپا            | Fedcom                                                                |
| متس          | فردریک آنتونتی    | جان بوی            | کاپا            | Car Avenue & MOSL (بازی در خانه)، MOSL (بازی خارج از خانه)            |
| مون‌پلیه      | میشل در-زاکاریان  | ویتورینو هیلتون    | نایکی           | Groupe Marty                                                          |
| نانت         | ریمون دومنک       | عبدالله توره       | ماکرون          | Synergie                                                              |
| نیس          | آدریان یورساس     | دانته              | ماکرون          | Ineos                                                                 |
| نیم          | ژروم آرپینون      | آنتونی بریانسون    | پوما            | Bastide Médical                                                       |
| پاری سن-ژرمن | مائوریسیو پوچتینو | مارکینیوس          | نایکی           | Accor، QNB Group (آستین)، Ooredoo (پشت)                               |
| رنس          | داوید گیون        | یونس عبدالحمید     | آمبرو           | Maisons France Confort (بازی در خانه)، Hexaom (بازی خارج از خانه & ۳) |
| رن           | ژولین استفان      | دامیان دا سیلوا    | پوما            | Samsic                                                                |
| سن-اتین      | کلود پوئل         | متیو دبوشی         | لو کوک اسپورتیف | Aesio                                                                 |
| استراسبورگ   | تیری لوری         | استفان میتروویچ    | آدیداس          | ÉS Énergies (بازی در خانه)، Winamax (بازی خارج از خانه)               |

## جدول لیگ
| رتبه | تیم                           | بازی | برد | مساوی | باخت | گل زده | گل خورده | گل تفاضل | امتیاز | صعود یا سقوط                       |
| ---- | ----------------------------- | ---- | --- | ----- | ---- | ------ | -------- | -------- | ------ | ---------------------------------- |
| ۱    | باشگاه فوتبال لیل (C)         | ۳۸   | ۲۴  | ۱۱    | ۳    | ۶۴     | ۲۳       | ۴۱+      | ۸۳     | صعود به لیگ قهرمانان اروپا ۲۲–۲۰۲۱ |
| ۲    | باشگاه فوتبال پاری سن-ژرمن    | ۳۸   | ۲۶  | ۴     | ۸    | ۸۶     | ۲۸       | ۵۸+      | ۸۲     | صعود به لیگ قهرمانان اروپا ۲۲–۲۰۲۱ |
| ۳    | باشگاه فوتبال آ.اس. موناکو    | ۳۸   | ۲۴  | ۶     | ۸    | ۷۶     | ۴۲       | ۳۴+      | ۷۸     | صعود به لیگ قهرمانان اروپا ۲۲–۲۰۲۱ |
| ۴    | باشگاه فوتبال المپیک لیون     | ۳۸   | ۲۲  | ۱۰    | ۶    | ۸۱     | ۴۳       | ۳۸+      | ۷۶     | صعود به لیگ اروپا ۲۲–۲۰۲۱          |
| ۵    | باشگاه فوتبال المپیک مارسی    | ۳۸   | ۱۶  | ۱۲    | ۱۰   | ۵۴     | ۴۷       | ۷+       | ۶۰     | صعود به لیگ اروپا ۲۲–۲۰۲۱          |
| ۶    | باشگاه فوتبال رن              | ۳۸   | ۱۶  | ۱۰    | ۱۲   | ۵۲     | ۴۰       | ۱۲+      | ۵۸     | صعود به لیگ کنفرانس اروپا ۲۲–۲۰۲۱  |
| ۷    | باشگاه فوتبال لانس            | ۳۸   | ۱۵  | ۱۲    | ۱۱   | ۵۵     | ۵۴       | ۱+       | ۵۷     |                                    |
| ۸    | باشگاه ورزشی مون‌پلیه          | ۳۸   | ۱۴  | ۱۲    | ۱۲   | ۶۰     | ۶۲       | ۲−       | ۵۴     |                                    |
| ۹    | باشگاه فوتبال نیس             | ۳۸   | ۱۵  | ۷     | ۱۶   | ۵۰     | ۵۳       | ۳−       | ۵۲     |                                    |
| ۱۰   | باشگاه فوتبال متس             | ۳۸   | ۱۲  | ۱۱    | ۱۵   | ۴۴     | ۴۸       | ۴−       | ۴۷     |                                    |
| ۱۱   | باشگاه فوتبال سن-اتین         | ۳۸   | ۱۲  | ۱۰    | ۱۶   | ۴۲     | ۵۴       | ۱۲−      | ۴۶     |                                    |
| ۱۲   | باشگاه فوتبال بوردو           | ۳۸   | ۱۳  | ۶     | ۱۹   | ۴۲     | ۵۶       | ۱۴−      | ۴۵     |                                    |
| ۱۳   | باشگاه فوتبال آنژه            | ۳۸   | ۱۲  | ۸     | ۱۸   | ۴۰     | ۵۸       | ۱۸−      | ۴۴     |                                    |
| ۱۴   | باشگاه فوتبال استاد رنس       | ۳۸   | ۹   | ۱۵    | ۱۴   | ۴۲     | ۵۰       | ۸−       | ۴۲     |                                    |
| ۱۵   | باشگاه فوتبال استراسبورگ      | ۳۸   | ۱۱  | ۹     | ۱۸   | ۴۹     | ۵۸       | ۹−       | ۴۲     |                                    |
| ۱۶   | باشگاه فوتبال لوریان          | ۳۸   | ۱۱  | ۹     | ۱۸   | ۵۰     | ۶۸       | ۱۸−      | ۴۲     |                                    |
| ۱۷   | باشگاه فوتبال استاد برستوا ۲۹ | ۳۸   | ۱۱  | ۸     | ۱۹   | ۵۰     | ۶۶       | ۱۶−      | ۴۱     |                                    |
| ۱۸   | باشگاه فوتبال نانت (O)        | ۳۸   | ۹   | ۱۳    | ۱۶   | ۴۷     | ۵۵       | ۸−       | ۴۰     | پلی‌آف سقوط                         |
| ۱۹   | باشگاه فوتبال نیم المپیک (R)  | ۳۸   | ۹   | ۸     | ۲۱   | ۴۰     | ۷۱       | ۳۱−      | ۳۵     | سقوط به لیگ ۲                      |
| ۲۰   | باشگاه فوتبال دیژون (R)       | ۳۸   | ۴   | ۹     | ۲۵   | ۲۵     | ۷۳       | ۴۸−      | ۲۱     | سقوط به لیگ ۲                      |

1. 1 2  Since the winners of the 2020–21 Coupe de France, Paris Saint-Germain, qualified for European competition based on league position, the Europa League group stage spot reserved for the cup winners was passed to the fifth-placed team, and the Europa Conference League play-off round spot was passed to the sixth-placed team.